# Sappaphis dipirivora
Sappaphis dipirivora är en insektsart. Sappaphis dipirivora ingår i släktet Sappaphis och familjen långrörsbladlöss. Inga underarter finns listade i Catalogue of Life.